# Атала (Алабама)
Атала (енгл. Attalla) град је у америчкој савезној држави Алабама. По попису становништва из 2010. у њему је живело 6.048 становника.

## Демографија
Према попису становништва из 2010. у граду је живело 6.048 становника, што је 544 (8,3%) становника мање него 2000. године.
| Група             | 2000.         | 2010.         |
| Белци             | 5.489 (83,3%) | 4.834 (79,9%) |
| Афроамериканци    | 872 (13,2%)   | 771 (12,7%)   |
| Азијати           | 12 (0,2%)     | 29 (0,5%)     |
| Хиспаноамериканци | 164 (2,5%)    | 287 (4,7%)    |
| Укупно            | 6.592         | 6.048         |